# Casa Ramon Mulleras
La Casa Ramon Mulleras és un edifici situat al passeig de Gràcia, 37 de Barcelona, a l'anomenada Illa de la Discòrdia, catalogat com a bé cultural d'interès local. La sobrietat ornamental i el classicisme de la seva composició l'allunyen del ple modernisme dels edificis veïns: les cases Lleó i Morera, Batlló i Amatller, obres respectivament de Gaudí, Puig i Cadafalch, Domènech i Montaner, respectivament.

## Història
El 1868, Ramon Comas i Cañas va demanar permís per a construir-hi un edifici de planta baixa i quatre pisos, segons el projecte del mestre d'obres Pau Martorell. El 1910, Ramon Mulleras i Pons va encarregar-ne la reforma a l'arquitecte Enric Sagnier, el qual no l'adscriví als cànons modernistes comuns del moment, sinó que en feu una reinterpretació personal propera al neoclassicisme.

## Descripció
És un edifici compost de baixos, planta principal i tres pisos més amb una façana clàssica. La planta baixa presenta tres obertures, essent la central la porta d'accés, mentre que a les altres hi ha locals comercials. Compten amb un marc que en ressegueix la forma rectangular i, només en el cas de la porta principal, està ricament decorada amb relleus florals esculpits sobre la pedra de la llinda. Dits relleus presenten una composició més en consonància amb els postulats modernistes del moment, encara que sense seguir-los fidelment; la resta d'ornamentació de la façana s'allunya completament del moviment i obeeix a un gust neoclàssic. Tenim, doncs, decoració al marc superior de la porta, a la clau i a la llinda superior a aquesta.
Al pis principal es troba la tribuna, situada en una posició central, damunt l'accés principal. Està composta per tres arcs de mig punt sustentats per sengles columnetes, el capitell de les quals està format per un òcul, mentre que la part inferior del fust està decorada amb relleus de garlandes, element ornamental que tindrà un gran protagonisme en tota la façana. Damunt els arcs de la tribuna s'hi troben trenes nuades amb llaços, un motiu repetit en sèrie formant un fris. Al capdamunt del mateix, una balustrada corona la tribuna i alhora serveix com a balcó del primer pis; destaquen les formes ondulants de la pedra que segueixen les garlandes esculpides. Al capdamunt dels pilars, que flanquegen la balustrada, s'hi aprecien remats en forma d'esfera. A banda i banda de la tribuna hi trobem dos balcons en forma d'arc carpanell amb una clau ornamentada, que són acabats amb una balustrada similar a la que es troba al capdamunt de la tribuna. Novament són presents els detalls florals a la seva base i, alhora, un parell d'esferes sobre els pilars. Com s'ha dit, la balconada central del primer pis enllaça amb la tribuna, mentre que les obertures laterals (que són en forma rectangular, a diferència del balcó del mig, que és un arc carpanell) es complementen amb sengles baranes de ferro forjat que imiten les formes de llacets i garlandes que ja s'han vist; a més, estan sustentades sobre mènsules, cosa que no es dona en els balcons de la planta principal.
Hi ha una divisió clara entre els pisos descrits fins ara i els dos restants, que són el segon i el tercer. S'aprecia de tres maneres diferents: una és gràcies a un fris que reitera els motius de garlandes enllaçades; una altra és mitjançant el capitell de les dues pilastres laterals. Aquestes recorren tota la superfície de la façana i el seu capitell queda just per sota del fris que s'acaba de descriure. A més, l'ornamentació es va simplificant de manera evident, encara que no desapareixerà del tot.
Al segon pis, una balconada correguda abasta tots els balcons, que a partir d'ara seran quatre i no pas tres com anteriorment. La balconada, de ferro forjat, presenta el mateix embelliment de garlandes que els balcons inferiors. Les obertures seran totes en forma quadrangular i tindran, a la seva part superior, un fris complementari de la recurrent trena de flors, que estarà guardat per dues mènsules. L'últim pis, si bé conserva les baranes de ferro forjat, ho fa en balconades individuals i sense cap altra decoració. El coronament consta d'una teulada inclinada amb obertures circulars, de clara inspiració francesa.